# Lowveld
Le Lowveld (Laeveld en afrikaans) en Afrique du Sud désigne une zone de plaine de basse altitude, à l'inverse du Highveld. Son nom vient de l'Afrikaans veld qui veut dire « prairie » ou « champs ». Jusqu'au milieu du XXe siècle, le Lowveld était encore infesté par la mouche tsé-tsé qui transmet la maladie du sommeil appelée nagana chez les Zoulous. Le paludisme est encore présent dans les régions de basse altitude.